# Wulan (socken i Kina, lat 41,95, long 108,79)
Wulan (kinesiska: 乌兰, 乌兰苏木) är en socken i Kina. Den ligger i den autonoma regionen Inre Mongoliet, i den norra delen av landet, omkring 270 kilometer nordväst om regionhuvudstaden Hohhot.
Genomsnittlig årsnederbörd är 380 millimeter. Den regnigaste månaden är juni, med i genomsnitt 96 mm nederbörd, och den torraste är februari, med 2 mm nederbörd.